# Polesiny
Polesiny [pronunciación en polaco: /pɔlɛˈɕinɨ/] (alemán: Jägersfelde) es un pueblo ubicado en el distrito administrativo (gmina) de Widuchowa, en el condado de Gryfino, voivodato de Pomerania Occidental, Polonia. Según el censo de 2011, tiene una población de 57 habitantes.
Está ubicado cerca de la frontera con Alemania, aproximadamente a 11 kilómetros al sureste de Widuchowa, a 23 kilómetros al sur de Gryfino y a 42 kilómetros al sur de la capital regional, Szczecin.
Antes de 1945, el área fue parte de Alemania. Para la historia de la región, vea Historia de Pomerania.